# Дуб Діброви
Дуб Діброви — вікове дерево, ботанічна пам'ятка природи місцевого значення в Україні. Зростає поблизу села Міжгір'я Чортківського району Тернопільської області, у кв. 38, вид. 1, Заліщицького лісництва Чортківського держлісгоспу, в межах лісового урочища «Діброва». 
Площа — 0,03 га. Оголошений об'єктом природно-заповідного фонду рішенням виконкому Тернопільської обласної ради від 21 грудня 1974 № 354. Перебуває у віданні державного лісогосподарського об'єднання «Тернопільліс». 
Під охороною — дуб черещатий віком понад 350 років, діаметром 157 см. Цінний у науково-пізнавальному та естетичному значеннях. Залишок подільських дібров.